# 蒙古路
蒙古路是中華人民共和國上海市靜安區一條東西走向道路，西起烏鎮路，東至西藏北路，全長480米。道路名稱來自於蒙古地方，馬路於1914年至1915年修建。